# Apache Cordova
A szoftverfejlesztésben az Apache Cordova egy mobil fejlesztő keretrendszer, melyet eredetileg a Nitobi készített. Az Adobe Systems 2011-ben felvásárolta a Nitobit. Az Apache Cordova lehetővé teszi a mobil eszközökre fejlesztők számára, hogy JavaScriptet, HTML5-öt, és CSS3-at használjanak, az olyan platform specifikus API-k helyett, mint amelyek az iOS-en, Windows Phone-ban, vagy Androidon léteznek. Lehetővé teszi, hogy becsomagoljunk HTML, CSS és JavaScript kódot az eszköz platformjától függően. Kiterjeszti a HTML és JavaScript funkcióit, hogy működni tudjanak az adott eszközön. Az eredményül kapott alkalmazások hibridek abban az értelemben, hogy se nem igazi natív mobil alkalmazások (mert minden kinézet renderelés a web nézeten keresztül történik, a platform natív UI keretrendszere helyett) se szimpla web alapúak (mert nem csak web alkalmazások, hanem app-ként vannak csomagolva a terjesztéshez és el tudják érni a natív eszköz API-kat is). A natív és a hibrid kódrészletek keverése lehetséges az 1.9-es verzió óta.
Az Apache Cordova szoftver valójában a PhoneGap. A szoftvert eredetileg "PhoneGap"-nak hívták, majd "Apache Callback"-nek. Nyílt forráskódú szoftverként az Apache Cordova lehetővé teszi nem Adobe csomagolók használatát is, mint pl. az Intel XDK vagy Appery.io.

## Története
Az első változat az iPhoneDevCamp eseményen San Franciscóban jelent meg, ahol a PhoneGap is indult, hogy megnyerje a O'Reilly Media 2009-es Web 2.0 konferenciájának People's Choice Award-ját, amelyen a keretrendszert már használták számos app kifejlesztésére. Az Apple Inc. megadta a keretrendszerre a jóváhagyást, a megváltozott, új 4.0-s fejlesztői licenccel együtt. A PhoneGap keretrendszert számos mobil alkalmazás platform használja, mint pl. az ázsiai Monaca, ViziApps, Worklight, Convertigo és az appMobi, amely a gerincét alkotja a mobil kliens fejlesztési motorjuknak. Az Adobe hivatalos bejelentése a Nitobi Software felvásárlásáról 2011. október 4-én volt. Ezzel egybevágóan a PhoneGap kódját megnyitották az Apache Szoftver Alapítványnak, hogy kezdjen egy új Apache Cordova nevű projektet. A projekt eredeti neve Apache Callback volt, ami túl általánosnak tűnt, majd megjelent Adobe Systems-től is az Adobe PhoneGap és egy Adobe PhoneGap fordítás.
A PhoneGap korai verziói igényeltek olyan személyt, akinek van Apple számítógépe, hogy elkészítse iOs appokat, olyan személyt, akinek van windowsos számítógépe, hogy elkészítse a Windows Mobile appokat. 2012 szeptembere után az Adobe PhoneGap Build szolgáltatása lehetővé tette, hogy a programozók feltölthessék a HTML, CSS és JavaScript forráskódjukat egy "felhőbeli" fordítóba, amely generálta az appokat minden támogatott platformra.

## Elvek és tervezés
A Cordova alkalmazások magja HTML5-öt és CSS3-at használ a renderelésre, és JavaScriptet a logika megvalósítására. Habár a HTML5 mostanra hozzáférést ad a mögöttes hardverhez, mint például a gyorsulásmérőhöz, kamerához, GPS-hez, a böngésző támogatás a HTML5 alapú eszközök eléréséhez nem egységes a mobil böngészők között, különösen a régebbi Android verzióknál. Ezen limitációk leküzdéséhez a Cordova keretrendszer beágyazza a HTML5 kódot az eszközön egy natív WebView-ba a Foreign function interface használatával, így érve el az eszköz natív erőforrásait.
A Cordova-t továbbá lehetőség van kiterjeszteni natív beépülő modulokkal. Ezek lehetővé teszik a fejlesztők számára, hogy funkcionalitást adhassanak hozzá a Cordova-hoz, ami JavaScript-ből hívható ezáltal lehetővé válik a közvetlen kommunikáció a natív réteg és a HTML5 oldal között. A Cordova tartalmaz néhány alap beépülő modult, amelyek elérik az eszköz gyorsulásmérőjét, kameráját, mikrofonját, iránytűjét, fájlrendszerét stb.
A web alapú technológia használata viszont oda vezet, hogy számos Cordova alkalmazás lassabban fut, mint a natív alkalmazások hasonló funkcionalitás esetén Az Adobe Systems figyelmeztet, hogy a Cordovát használó alkalmazásokat az Apple visszautasíthatja, ha túl lassú vagy nem eléggé "natív" (azaz a megjelenés és a funkcionalitás nem konzisztens azzal, amit a felhasználók elvár a platformon).

## Támogatott platformok
| Funkciók                                   | iPhone /iPhone 3G | iPhone 3GS and newer | Android 1.0 – 4.4 | Windows Phone | BlackBerry 10 and PlayBook OS | BlackBerry OS 4.6–4.7 | BlackBerry OS 5.0-6.0+ | Bada | Symbian | webOS | Tizen | Ubuntu Touch | Firefox OS |
| ------------------------------------------ | ----------------- | -------------------- | ----------------- | ------------- | ----------------------------- | --------------------- | ---------------------- | ---- | ------- | ----- | ----- | ------------ | ---------- |
| Gyorsulásmérő                              | Igen              | Igen                 | Igen              | Igen          | Igen                          | N/A                   | Igen                   | Igen | Igen    | Igen  | Igen  | Igen         | Igen       |
| Kamera                                     | Igen              | Igen                 | Igen              | Igen          | Igen                          | N/A                   | Igen                   | Igen | Igen    | Igen  | Igen  | Igen         | Igen       |
| Iránytű                                    | N/A               | Igen                 | Igen              | Igen          | Igen                          | N/A                   | N/A                    | Igen | N/A     | Igen  | Igen  | Igen         | Igen       |
| Kapcsolatok                                | Igen              | Igen                 | Igen              | Igen          | Igen                          | N/A                   | Igen                   | Igen | Igen    | N/A   | Igen  | N/A          | Igen       |
| Fájl                                       | Igen              | Igen                 | Igen              | Igen          | Igen                          | N/A                   | Igen                   | N/A  | N/A     | N/A   | Igen  | Igen         | N/A        |
| Helymeghatározás                           | Igen              | Igen                 | Igen              | Igen          | Igen                          | Igen                  | Igen                   | Igen | Igen    | Igen  | Igen  | Igen         | Igen       |
| Média                                      | Igen              | Igen                 | Igen              | Igen          | Igen                          | N/A                   | N/A                    | N/A  | N/A     | N/A   | Igen  | Igen         | N/A        |
| Hálózat                                    | Igen              | Igen                 | Igen              | Igen          | Igen                          | Igen                  | Igen                   | Igen | Igen    | Igen  | Igen  | Igen         | Igen       |
| Értesítések (figyelmeztetés, hang, rezgés) | Igen              | Igen                 | Igen              | Igen          | Igen                          | Igen                  | Igen                   | Igen | Igen    | Igen  | Igen  | Igen         | Igen       |
| Tárolás                                    | Igen              | Igen                 | Igen              | Igen          | Igen                          | N/A                   | Igen                   | N/A  | Igen    | Igen  | Igen  | Igen         | Igen       |

## Fordítás
Ez a szócikk részben vagy egészben  a   PhoneGap című angol Wikipédia-szócikk ezen változatának fordításán alapul.  Az eredeti cikk szerkesztőit annak laptörténete sorolja fel. Ez a jelzés csupán a megfogalmazás eredetét és a szerzői jogokat jelzi, nem szolgál a cikkben szereplő információk forrásmegjelöléseként.